# Estación Fray Angélico
Fray Angélico es la primera estación del sistema BRT de Guadalajara, Mi Macro Calzada, en sentido sur a norte, y la vigésimoséptima y última en sentido opuesto.
El nombre de la estación proviene de la avenida Fray Angélico sobre la que se encuentra la estación.

## Puntos de interés
- Cementera CEMEX
- Oficinas y patio de guardado de Macrobús
- Oxxo
- Plaza Cívica Miravalle
- Soriana Hiper
- Preparatoria 6 UDG

- Datos: Q112665985